# Nyctemera seychellensis
Nyctemera seychellensis är en fjärilsart som beskrevs av George Francis Hampson 1908. Nyctemera seychellensis ingår i släktet Nyctemera och familjen björnspinnare. Inga underarter finns listade i Catalogue of Life.